# Rudolf von Jhering

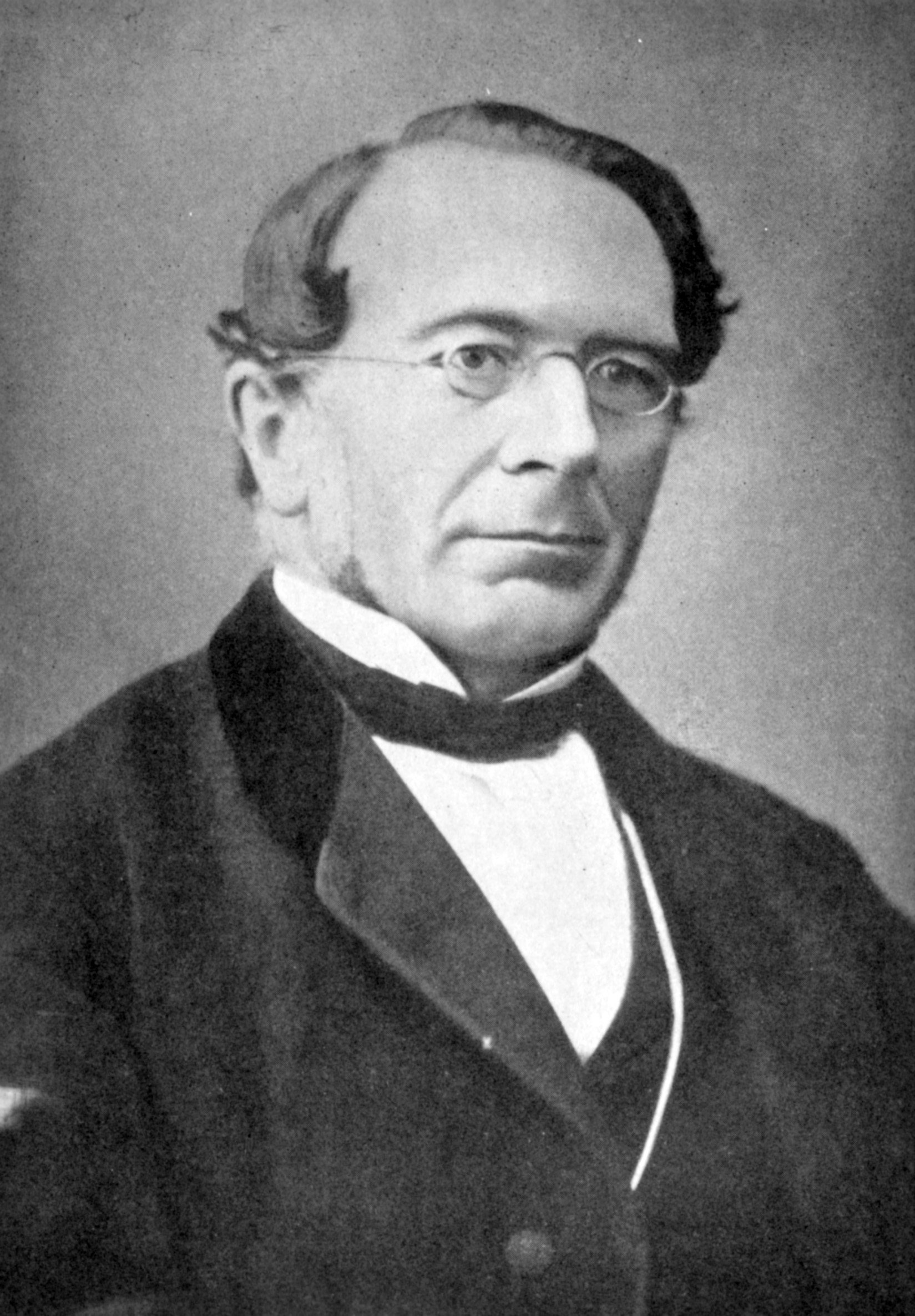
Rudolf von Jhering

Rudolf von Jhering lub Ihering (ur. 22 sierpnia 1818 w Aurich, zm. 17 września 1892 w Getyndze) – niemiecki prawnik, znawca prawa rzymskiego, cywilista i teoretyk prawa, przedstawiciel pozytywizmu prawniczego, a także twórca jurysprudencji socjologicznej.
Pochodził z prawniczej rodziny o wielowiekowych tradycjach. Był prawnukiem Hermanna Conringa. Od 1843 roku był Privatdozent w Berlinie. Był profesorem prawa rzymskiego w: Bazylei od 1845 roku, Rostocku od 1846 roku, Kilonii od 1849 roku, Gießen od 1852 roku, Wiedniu od 1868 roku, Getyndze od 1872 roku. Od 1874 był członkiem zagranicznym Królewskiej Holenderskiej Akademii Sztuk i Nauk. 

## Definicja i cele państwa i prawa
Według Iheringa prawo to normy ochraniające interesy, a więc prawem jest to co usuwa przykrość a zapewnia przyjemność (podobnie jak wcześniej u Jeremy Benthama). Ihering jako pierwszy w Niemczech postrzegał prawo w kategoriach społecznych. Prawo, prócz celu któremu służy, cechuje się jeszcze jednym elementem, systemem urzeczywistnienia tego celu. Jest nim przymus. Ihering twierdził, że przymus to czynnik pierwotny, z którego prawo powstaje. Na tej podstawie można mówić o drugiej definicji prawa: wzór norm przymusu obowiązujących w państwie, a także o trzeciej definicji (materialnej):  reguły stworzone przez przymus państwa w celu ochrony warunków życiowych społeczeństwa.
Walka interesów jednostkowych w społeczności widoczna jest szczególnie w kategorii prawa podmiotowego. Zmierzanie jednostek do zwiększenia swoich praw (uprawnień) powoduje rozrost i ochronę ich praw podmiotowych. Skutkiem takich działań jednostki jest destabilizacja społeczności.
Celem prawa jest ochrona warunków życia społecznego oraz ustanowienie reguł jego obrony wraz z obroną interesów jednostki. Dążenie do tych celów było przyczyną powstania państwa. Utrzymanie pewnej jednolitości zasad walki regulowanych przez prawo wymaga ciągłej ingerencji środków władczych. Jednostka posiada niejako dwie osobowości, jest człowiekiem prywatnym, poprzez to staje się członkiem zbiorowości, tzn. społeczeństwa.
Prawo zapewniając realizację celów jednostkowych, czyni z tych celów indywidualnych środki, które wpływają na dobro całego społeczeństwa. Przedmiotem istnienia społeczeństwa jest zaspokajanie potrzeb ludzkich. Ihering wyróżnił trzy kategorie potrzeb:
1. Potrzeby pozaprawne, czyli takie, które natura może sama zaspokoić bez lub z małą pomocą działalności człowieka
2. Potrzeby o charakterze mieszanym, prawnym i pozaprawnym. Żeby je zaspokoić należy wziąć pod uwagę cztery aspekty życia społecznego: zachowanie życia, rozmnażanie, pracę i przemysł. Realizacja warunków umożliwiających zaspokajanie tych potrzeb jest niezależna od przymusu prawnego.
3. Zaspokajanie trzeciego rodzaju potrzeb zależne jest wyłącznie od poleceń prawnych, np. nakaz, aby spłacać długi, uiszczać podatki.

## Walka o Prawo(niem.Der Kampf ums Recht)
Ihering w Wiedniu w 1872 wygłosił odczyt, w którym zaznaczył dualizmu pojęcia prawa:
1. Prawo jako cel.
2. Prawo jako środek do osiągnięcia celu.

Wszyscy ludzie dążą do osiągnięcia jakiegoś celu, którego zdobycie sprawia im satysfakcję. Dążenie to prowadzi do tego, że cele jednostkowe łączą się w cele całej społeczności. Takie pokrywanie się celów tworzy współpracę między jednostkami, co skutkuje powstaniem społeczeństwa, rozwojem przemysłu, handlu etc. A koniec końców skutkiem jest powstanie państwa.
Prawo zawsze napotyka na opór (przeciw wolę (niem. Gegenwille)). Każde prawo jest wynikiem woli zwycięzcy lub kompromisu uzyskanego po walce społecznej. Ochrona istniejącego porządku służy wspieraniu interesów, czyli praw podmiotowych. Ihering, uważał także, że walka o prawo jest wyrażeniem osobowości. Prawo do walki jest równocześnie obowiązkiem. Zrezygnowanie z tej walki, by zachowany został spokój, to rezygnacja z osobowości i z samego prawa.
Ihering dzielił prawo na:
- prawo przedmiotowe, które pojmował jako sumę orzeczeń prawnych i zasad organizacji życia społecznego,
- zaś prawo podmiotowe jako kontynuację prawa przedmiotowego w sferze praw jednostki, dając wyraz zakresowi jej interesów chronionych przez państwo.

W obu przypadkach istnienie i realizacja prawa napotyka pewien opór, a prawo musi przeszkody te przezwyciężyć i w ten sposób stwierdzić swoje istnienie, bronić się poprzez walkę. Walka ta stanowi istotę każdego prawa. Walka pomiędzy interesami jednostkowymi w społeczeństwie umiejscowiona jest głównie w sferze prawa podmiotowego. Jednostka dążąc do ochrony swoich interesów stara się stale powiększać przysługujące jej prawa podmiotowe, co wpływa na destabilizację społeczeństwa.

## Podwójny charakter życia jednostkowego
Człowiek żyjący w społeczności ludzkiej to nie tylko jednostka, ale także element społeczeństwa, takiego jak np. państwo, wspólnota religijna, zrzeszenie etc. Prawnik w swojej pracy musi zauważać aspekt istoty społecznej w każdym z ludzi, ale też brać pod uwagę to, że społeczeństwo jest czymś, co stoi ponad poszczególnymi jednostkami. Ten dualizm życia jednostki powoduje, że człowiek dąży do zaspokojenia nie tylko potrzeb indywidualnych, ale także społecznych. Formalizm prawa istnieje w każdym systemie prawa. Prawo realizuje też ideę wolności. Pozornie formalizm i wolność wykluczają się, w rzeczywistości te dwie wartości są ściśle ze sobą związane. Według Iheringa formalizm jest przeciwieństwem samowoli, zawsze oznaczającej pogwałcenie wolności. Dlatego formalizm prawny, dając wyraz obowiązywania określonych reguł zachowania, staje się gwarantem wolności i niezależności jednostki. Ihering jako wybitny specjalista od prawa rzymskiego za przykład zależności pomiędzy formalizmem a wolnością podawał następujący przykład: gdy następowało dławienie i duszenie wolności, gdy pod naciskiem cezarów wolność wydała ostatnie tchnienie, wówczas i formy były rozluźnieniem; wraz z upadkiem wolności nastąpiła również degeneracja form.

## Technika prawnicza
Technika prawnicza powinna, zdaniem Iheringa, opierać się na następujących zasadach:
- Dokonanie ilościowego uproszczenia materiału poddanego ocenie prawnej(im mniejszy fragment analizujemy, tym większa pewność zastosowania właściwej normy prawnej).
- Posegregowanie materiału opierać się powinno na uzyskaniu najbardziej elementarnych części składowych.
- Dokonanie logicznej koncentracji posegregowanego materiału.
- Usystematyzowanie całości materiału.

Wywód o podstawach metodologicznych, wyrażonych przez Iheringa w duchu rzymskiego prawa posiada bardzo istotne znaczenie dla całego prawoznawstwa. Ihering stworzył tu podstawy metody badawczej zwanej metodą formalno-dogmatyczną. Pchnęła ona naprzód nauki prawne, prowadząc do ścisłości semantycznej i porządku logicznego, szczególnie w skomplikowanej materii prawa cywilnego. To co różni prawnika od nie prawnika to sposób czytania, czyli interpretowania, analizowania materiału prawnego. Poszczególnych przepisów może się nauczyć na pamięć równie dobrze laik jak i prawnik, ale dla zrozumienia prawa, dla uchwycenia jego substancji oraz umiejętności stosowania go nie wystarczy już wrodzona inteligencja i tylko tzw. „zdrowy rozsądek”. Do tego potrzeba, zdaniem Iheringa, dwóch rzeczy: szczególnej zdolności interpretowania( zdobyć można poprzez wysiłek i wieloletnią praktykę, a także rozwijanie umiejętności abstrakcyjnego myślenia, intuicję oraz rozwijanie wyobraźni prawniczej), a także przez zręczne operowanie pojęciami prawnymi. Wykształcenie prawnicze polega więc nie na wyuczeniu się na pamięć przepisów, lecz na zdobyciu tych dwóch umiejętności posługiwania się konkretnym materiałem prawnym. To właśnie odróżnia prawnika od laika. Prawnik dochodząc do ustalenia podstawowych konstrukcji, powinien stosować następujące zasady myślenia:
- Prawidłowość uwzględnienia materiału prawa pozytywnego, polegającego na ustaleniu norm obowiązujących jako podstawy dalszego rozumowania.
- Zasadę niesprzeczności, czyli semantycznej jedności, polegającej na złożeniu, iż zamierzeniem ustawodawcy było uniknięcie jakichkolwiek sprzeczności.
- Zasadę prawniczego piękna, sprowadzającą się do stosowania języka jasnego i estetycznego, określanego przez Rzymian jako elegantia iuris

W interpretacji prawa panują te same zasady, które charakteryzują w ogóle proces poznania. Pierwsza jest interpretacja naturalna – zmysłowe postrzeganie rzeczy. Prawdziwe jednak poznanie zaczyna się bowiem od tego, że człowiek wyzbywa się złudzeń, zaczyna rozumieć, że pozory zewnętrzne mylą, że poznawanie zmysłowe nie jest pełne i nie należy wrażeniom zmysłowym bezkrytycznie wierzyć.

## Dzieła
- Duch prawa rzymskiego (Der Geist des römischen Rechts auf den verschiedenen Stufen seiner Entwicklung), t. 1-4, wyd. 1852–1865.
- Cel w prawie (Der Zweck im Recht) t. 1-2, wyd. 1877–1883.
- Walka o prawo (Der Kampf ums Recht), wyd. 1872.